# Ušiku Daibucu
Ušiku Daibucu (japonsky: 牛久大仏) je jedna z nejvyšších soch buddhy na světě stojící v japonském Ušiku v prefektuře Ibaraki. Dokončena byla v roce 1993 a dosahuje výšky 120 metrů nad okolní terén (včetně 10 metrů vysokých základů a desetimetrového lotosového podstavce). Návštěvníci se pomocí výtahu mohou dostat do výšky 85 m, kde se nachází vyhlídková terasa.

## Zajímavosti
Socha je pokryta 6 mm silnými pláty bronzu, kterých bylo potřeba celkem 6 000 kusů.
Celý monument je přibližně třikrát vyšší a 30krát objemnější než Socha Svobody.
Socha nezobrazuje tzv. historického buddhu - Siddhárthu Gautamu, ale buddhu Amitábhu, jenž je v mahájánovém buddhismu uctíván jako vládce tzv. Západního ráje.

## Detailní rozměry
- Hmotnost: 4 000 tun
- Délka levé ruky: 18,0 m
- Velikost tváře: 20,0 m
- Velikost oka: 2,5 m
- Velikost úst: 4,0 m
- Velikost nosu: 1,2 m
- Velikost ucha: 10,0 m
- Délka prstu: 7,0 m